# Veitskopf
Der Veitskopf ist ein 428 m ü. NHN hoher Berg in der Eifel, Landkreis Ahrweiler, Rheinland-Pfalz. Er erhebt sich nördlich des Laacher Sees im Gebiet der Ortsgemeinde Wassenach. 
Der Veitskopf besteht aus einem Schlackenkegel eines im Quartär ausgebrochenen Vulkans. Aufgrund fehlender Bezugsschichten lässt sich sein Alter nicht genau datieren. Dem Veitskopf entstammen drei Lavaströme, von denen der Erste und mit Abstand Größte sich nach seinem Ausbruch aus dem Kraterwall im Westen in Richtung Norden ausbreitete. Da sich das benachbarte Gleeser Tal erst nach dem Ausbruch des Veitskopf gebildet hat, steht dieser Lavastrom über dem heutigen Tal ab und bildet die sog. Mauerley. Die zwei Lavaströme, die in südlicher Richtung verlaufen, sind bei weitem nicht so umfangreich und wurden erst durch magnetische Vermessungen nachgewiesen, da sie von einer Bimsschicht überdeckt sind. Ostsüdöstlich des Veitskopfs steht auf einem vorgelagerten Bergsporn oberhalb der Landesstraße L 113 der Lydiaturm, der eine Rundumsicht auf den Laacher See, das Brohltal bis hin zum Siebengebirge ermöglicht.